# TV Equinócio
TV Equinócio é uma emissora de televisão brasileira sediada em Macapá, capital do estado do Amapá. Opera no canal 10 (35 UHF digital) e é afiliada à Record. Atualmente, a emissora gera cinco produções locais, sendo três jornalísticas e duas de entretenimento, todas em HD.

## História
A então TV Marco Zero foi inaugurada no dia 4 de maio de 1988, e retransmitia a programação do Sistema Brasileiro de Televisão. Na época, pertencia às Organizações José Alcolumbre.
Em 1997, as Organizações José Alcolumbre inauguram a TV Amazônia, a segunda emissora de televisão do grupo, que na época era afiliada à Rede Record. Em 2000, ocorre uma troca de afiliação em ambas as emissoras: a TV Amazônia passa a retransmitir o sinal SBT, e a TV Marco Zero passa a retransmitir o da Record.
Em 2005, as Organizações José Alcolumbre vende 25% da TV Marco Zero para o Grupo Gazeta de Comunicação, de propriedade de Jorge Amanajás e Sillas Assis Júnior. E no dia 20 de dezembro, a emissora muda seu nome para TV Gazeta-Marco Zero, que passa a transmitir seu sinal, também, para os municípios de Mazagão e Santana. A mudança contou com as presenças do então presidente da República, Luiz Inácio Lula da Silva, do senador e ex-presidente José Sarney e do então presidente da Rede Record, Alexandre Raposo.
Em 18 de junho de 2012, a emissora muda seu nome para TV Equinócio.
A emissora transmitiu, durante 2 anos (2014 e 2015), os desfiles das escolas do grupo especial e de acesso do carnaval amapaense, no Sambódromo. Em 2017, a emissora fez a transmissão ao vivo do carnaval de blocos, durante os dois primeiros dias do evento.
No dia 17 de agosto de 2019, a TV Equinócio promoveu o evento "TV Equinócio na Pista 2019", fazendo história ao ser a primeira televisão amapaense a realizar a transmissão ao vivo de uma corrida de rua.

## Controvérsias
Em 21 de setembro de 2013 a emissora pôs no ar o seu sinal digital, mas a mesma não tinha até então a concessão do canal em que transmitia, conseguindo a concessão do mesmo somente em 2014.
Em 25 de outubro de 2014, às vésperas da eleição, a emissora foi retirada do ar pelo prazo de 24 horas por determinação do juiz eleitoral Cassius Clay, do TRE-AP. Segundo o juiz, a emissora descumpriu a lei eleitoral nº 9504 de 30/09/1997, que impede que as emissoras façam propaganda a favor e contra os candidatos políticos. O fato ocorreu porque o apresentador do Balanço Geral AP, Luis Eduardo, fez duras críticas e pediu para a emissora por no ar um vídeo que demonstrava suposta compra de voto feita pelos integrantes do governo do estado para Camilo Capiberibe (PSB-AP). A emissora retornou ao ar no dia 26 de outubro.